# ガラスマオ州

ガラスマオ州

ガラスマオ州（ガラスマオしゅう、英語：State of Ngardmau）は、パラオ共和国の州の一つ。

## 概要

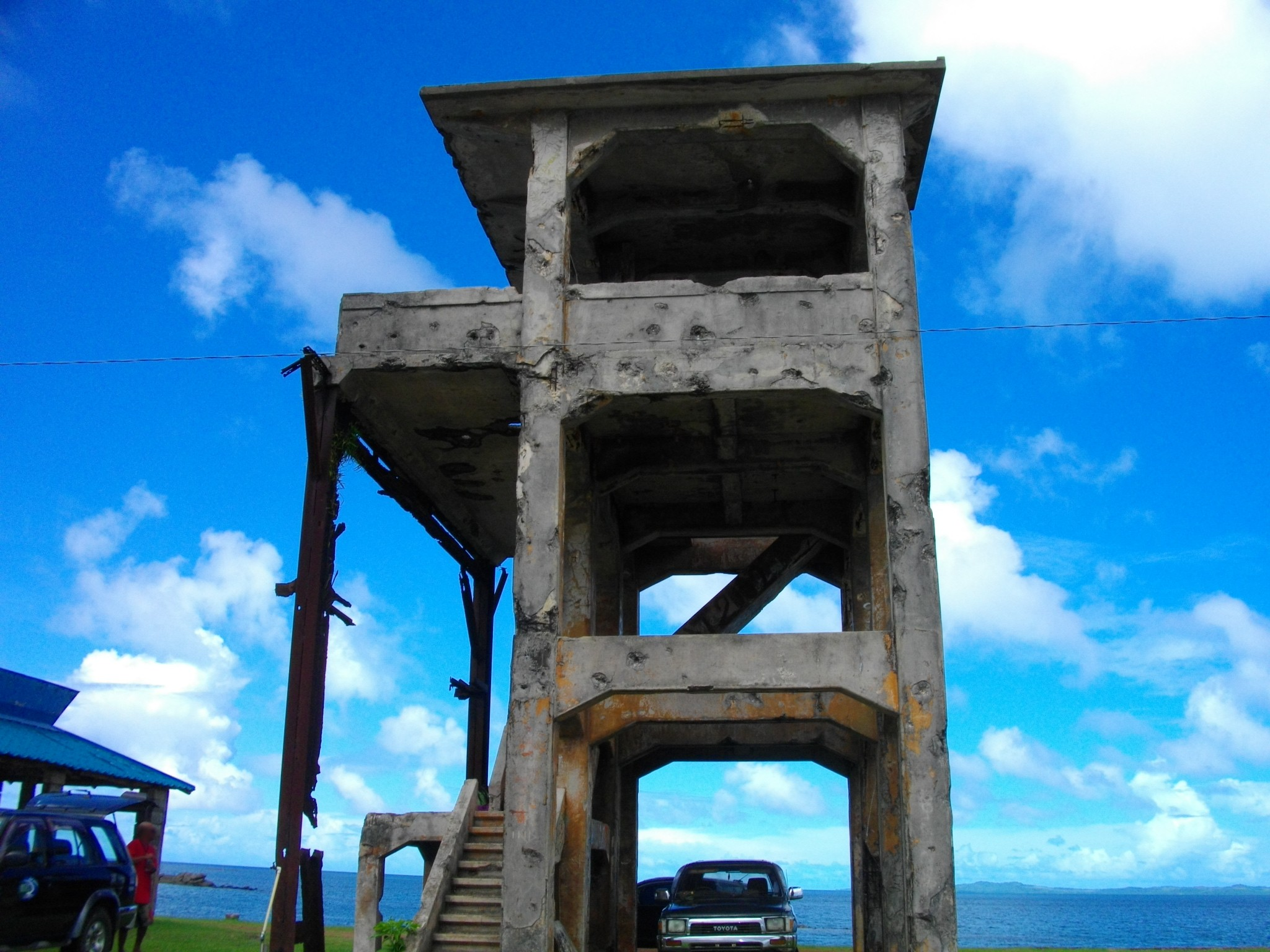
ボーキサイトの採鉱が行われたガラスマオ・ドックの遺構

バベルダオブ島西側に位置し、アルモノグイ州、オギワル州、ガラルド州に隣接する。
州内は起伏に富んでおり、パラオ最高峰のゲレチェルチュース山もこの州に位置している。また川も多く、観光名所のガラスマオの滝もこの州に存在する。
日本統治時代は、ボーキサイトの採鉱が行われ、これらの施設跡が今も残っている。人口は185人(2015年)である。

## 註
1. ↑  “日本統治時代の日本人集落（清水村他）”. Ministry of Foreign Affairs of Japan.   在パラオ日本大使館. 2020年12月29日閲覧。
2. ↑  “2015 Census of Population, Housing and Agriculture Tables” (PDF) (英語).   Office of plannning and statistics, Ministry of Finance, Republic of Palau. p. 10. 2020年12月29日閲覧。